# Фатторусо, Уго
Уго Фатторусо (исп. Hugo Fattoruso, 29 июля 1943, Монтевидео) — уругвайский композитор, аранжировщик, певец.

## Биография
С 1952 года вместе с отцом и братом Освальдо Фатторусо участвовал в трио «Fattoruso». С 1959 по 1963 играл в группе «The Hot Blowers». С 1964 по 1969 в популярной рок-группе Los Shakers.

## Фильмография
| Год  |   | Русское название                      | Оригинальное название | Роль |
| ---- | - | ------------------------------------- | --------------------- | ---- |
| 1999 | ф | Спасательный жилет под твоим сиденьем | El chevrolé           |      |
| 2011 | ф | Мечты и кошмары                       | Sueños y pesadillas   |      |